# Otakar Šín
Otakar Šín (23. dubna 1881, Rokytno u Nového Města na Moravě – 21. ledna 1943, Praha) byl český hudební skladatel, teoretik a pedagog.

## Život
Otec skladatele byl hostinský, nejprve v Rokytně a později ve Fryšavě. První hudební vzdělání dal Otakarovi bývalý šlechtický vychovatel a lesník František Dušek. Od pěti let jej učil hrát na housle a o rok později i na klavír. Otec však nevěřil v synovo nadání a přihlásil jej na Vyšší průmyslovou školu v Brně, kde Otakar ve druhém ročníku beznadějně propadl. Začal se tedy učit v Novém Městě na Moravě sládkem. Po vyučení se stal sládkem v pivovaře v Maffersdorfu u Liberce (dnes Vratislavice nad Nisou). V pivovaře založil kapelu, se kterou měl velký úspěch.
Ještě během svého zaměstnání v pivovaře se nechal zapsat do prvního ročníku Pražské konzervatoře. Studoval varhanní a kompoziční oddělení, kde jeho učiteli byli Josef Klička a Karel Stecker. Dál ještě pokračoval v mistrovské škole klavírní u Josefa Jiránka a ze hry na klavír složil v roce 1911 státní zkoušku. Vyučoval soukromě hru na klavír a harmonii a stal se sbormistrem pěveckého spolku „Škroup“. Oženil se s Libuší Ichovou a v roce 1919 se stal na konzervatoři výpomocným učitelem teoretických předmětů. O rok později již byl na témže ústavu jmenován definitivním profesorem.
Jeho skladatelské dílo vychází z hudby Vítězslava Nováka a Josefa Suka. Studium partitur těchto mistrů jej přivedlo k teoretickým problémům harmonie v hudbě 20. století. Vydal několik teoretických spisů, ve kterých zveřejnil významné teoretické objevy.
Za své teoretické i hudební dílo byl v roce 1928 zvolen řádným členem České akademie věd a umění a získal dvakrát Státní cenu (1930 a 1937). Zemřel v Praze 21. ledna 1943. Pochován je na fryšavském hřbitově.

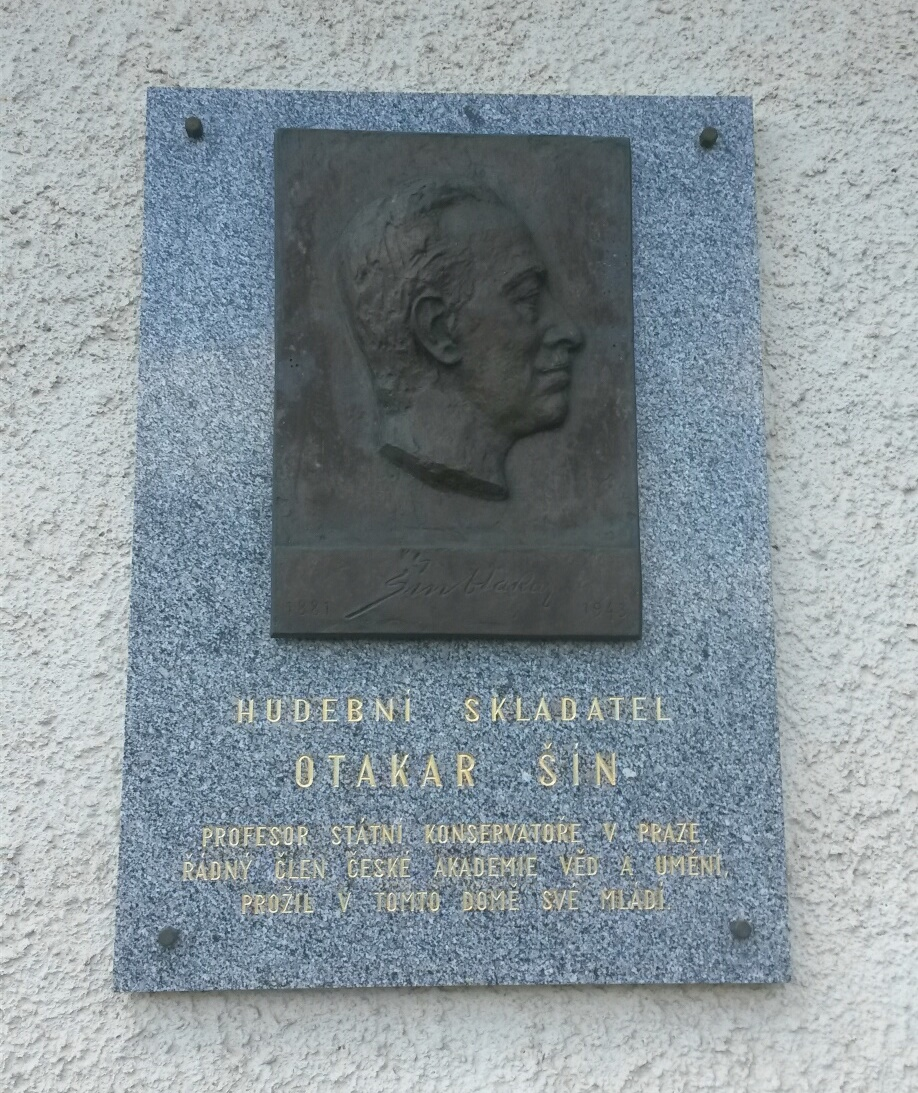
Pamětní deska skladatele na fryšavské hospodě

## Dílo

### Klavírní skladby
- Intimní nálady op. 5 (1911)
- Jarní písně op. 6 (1916)
- Písničky a tanečky op. 8 (1922)
- Od jitra do soumraku op. 9a (1921)
- Na prázdninách op. 9b (1924)
- Zpěvem a tancem (1934)

### Komorní hudba
- Smyčcový kvartet a-moll op. 7 (1926)
- Smyčcový kvartet B-dur op. 10 (1928)
- Sonáta pro violoncello a klavír op. 11 (1934)
- Malá suita pro housle a klavír op. 13 (1937)

### Orchestrální skladby
- Tilottáma op. 1 (symfonická báseň podle Julia Zeyera, 1908)
- Král Menkera op. 2 (symfonická báseň podle Julia Zeyera, 1909)
- Rozhlasová předehra op. 14 (1936)
- České tance (také v úpravě pro noneto, 1939)

### Vokální skladby
- Dva mužské sbory op. 3 (1910)
- Písně pro soprán a klavír op. 4 (1909)
- Píseň ženy op. 15 (1936)
- Úpravy lidových písní pro ženský resp. dětský sbor.

### Teoretické spisy
- Nauka o harmonii na základě melodie a rytmu (2 díly, 1922)
- Úplná nauka o harmonii na základě melodie a rytmu (1933)
- Nauka o kontrapunktu, imitaci a fuze (1936)
- Všeobecná nauka o hudbě (1949)
- Četné studie v časopisech a vědeckých sbornících.